# Eupithecia versiplaga
Eupithecia versiplaga là một loài bướm đêm trong họ Geometridae.